# Raymond Hide
Raymond Hide (17 mai 1929 - 6 septembre 2016) est un physicien britannique, professeur de physique à l'Université d'Oxford et, en 2000, chercheur principal à l'Imperial College de Londres.

## Biographie
Hide fait ses études à la Percy Jackson Grammar School, près de Doncaster, Yorkshire du Sud  et à l'Université de Manchester, où il obtient un diplôme de premier cycle en physique en 1950. Il va ensuite au Gonville and Caius College de Cambridge et obtient un doctorat en 1953.
Après des recherches à l'Université de Chicago, il est chercheur principal à l'Atomic Energy Research Establishment à Harwell, Oxfordshire de 1954 à 1957. Il est maître de conférences en physique au King's College de Newcastle de 1957 à 1961, avant de devenir professeur de géophysique et de physique au Massachusetts Institute of Technology (1961 à 1967). Il dirige ensuite le Laboratoire de dynamique des fluides géophysiques au Met Office (1967 à 1990). Il remporte la médaille et le prix Chree en 1975. Il est nommé membre du Jesus College d'Oxford en 1983, occupant sa bourse jusqu'en 1996; il est ensuite nommé membre honoraire en 1997. Entre 1984 et 1990, il est professeur d'astronomie au Gresham College, basé au centre de Londres . Il est directeur de l'Institut Robert Hooke et professeur invité au Département de physique de l'Université d'Oxford de 1990 à 1992.
Ses recherches portent sur la géophysique (géomagnétisme, météorologie, géodésie, océanographie), la physique planétaire, la mécanique des fluides géophysiques, notamment la magnétohydrodynamique (MHD), et les systèmes non linéaires. Ses travaux sur l'hydrodynamique et la MHD des fluides en rotation définissent les phénomènes d'écoulement dans les atmosphères et les océans et à l'intérieur des corps planétaires .
Hide est élu membre de l'Académie américaine des arts et des sciences en 1964, membre de la Royal Society en 1971 , reçoit la médaille et le prix Fernand Holweck en 1982, la médaille d'or de la Royal Astronomical Society pour la géophysique en 1989, la médaille Hughes de la Royal Society en 1998 et la médaille d'or Symons de la Royal Meteorological Society en 2002.
Il est nommé CBE en 1990. Il est président de la Royal Meteorological Society de 1974 à 1976 et membre de l'Académie pontificale des sciences, après avoir été nommé par Jean-Paul II en 1996.
En 2000, il devient chercheur principal au Département de mathématiques de l'Imperial College de Londres . Il est décédé le 6 septembre 2016 à l'âge de 87 ans .